# Merzdorf (Lichtenau)
Merzdorf ist ein Ortsteil der sächsischen Gemeinde Lichtenau im Landkreis Mittelsachsen. Der Ort wurde am 1. Januar 1967 nach Niederlichtenau eingemeindet, mit dem er am 1. Januar 1994 durch Zusammenschluss der Gemeinden Niederlichtenau und Oberlichtenau zur Gemeinde Lichtenau kam. Diese Gemeinde wurde wiederum am 1. Januar 1999 mit den Gemeinden Ottendorf und Auerswalde zu einer Gemeinde zusammengelegt, die erst Auerswalde hieß und am 11. September 2000 in Lichtenau umbenannt wurde.

## Geographie

### Lage
Merzdorf liegt im Osten der Gemeinde Lichtenau nördlich der Bundesautobahn 4 und westlich der Zschopau. Nordöstlich von Merzdorf befindet sich über dem gegenüberliegenden Ufer der Zschopau das Schloss Sachsenburg. Südöstlich von Merzdorf befindet sich die Stadt Frankenberg/Sa. Der Merzdorfer Höhenzug mit einer Höhe von 300 m ü. NHN ist ein Teil des Sächsischen Granulitgebirges.

### Nachbarorte
|          | Biensdorf                                   |                 |
| Krumbach | Kompassrose, die auf Nachbargemeinden zeigt | Sachsenburg     |
|          | Niederlichtenau                             | Frankenberg/Sa. |

## Geschichte

### Ortsgeschichte

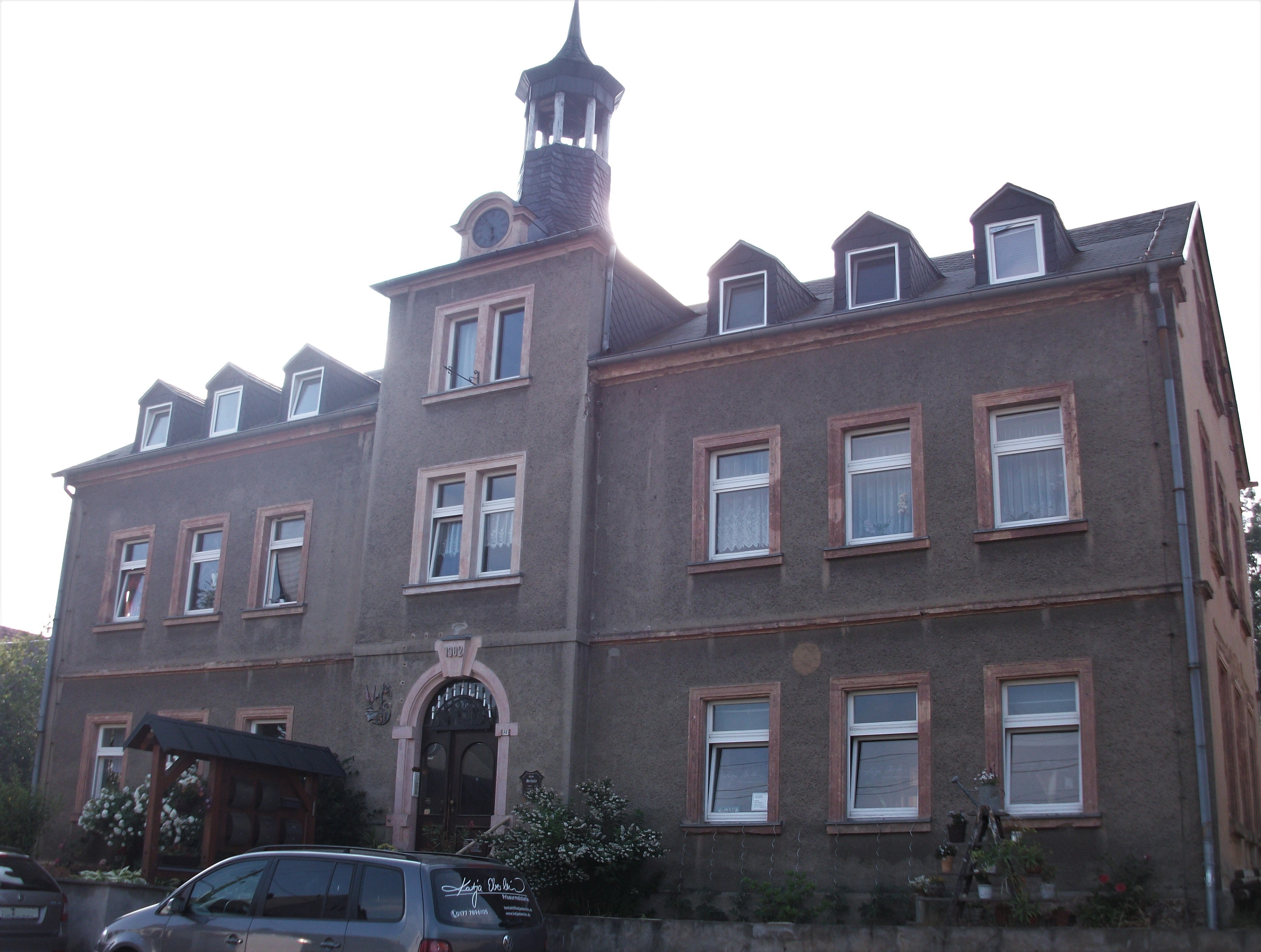
Ehemalige Schule von Merzdorf (1867 bis 1961)

Das Waldhufendorf Merzdorf auf einer Anhöhe westlich der Zschopau wurde im Jahr 1527 als „Mertzdorff“ erwähnt. Im Jahr 1694 wurde erstmals eine Fährverbindung über die Zschopau zwischen Merzdorf und Frankenberg/Sa. eingerichtet. Im Jahr 1758 wurde mit Erlaubnis der Regierung eine Fähre über die Zschopau auf der Grenze zwischen Frankenberg und Sachsenburg nach Merzdorf eingerichtet.
Merzdorf unterstand der Grundherrschaft des Ritterguts Lichtenwalde im kursächsischen Amt Lichtenwalde, das ab 1696 durch das kursächsische Amt Frankenberg-Sachsenburg und ab 1783 durch das kursächsische bzw. spätere königlich-sächsische Amt Augustusburg verwaltet wurde. Kirchlich gehört Merzdorf seit jeher zur Kirchgemeinde Niederlichtenau. Nach dem Ende der sächsischen Ämterverfassung 1856 lag Merzdorf im Zuständigkeitsbereich des Gerichtsamtes Frankenberg. Ab 1875 gehörte die Gemeinde Merzdorf zur Amtshauptmannschaft Flöha. Im Jahr 1867 erfolgte die Grundsteinlegung des Merzdorfer Schulhauses. Der Grundstein für die aus Beton gefertigte Nixsteinbrücke über die Zschopau nach Frankenberg wurde am 6. Juli 1906 gelegt. Im Jahr 1937 erfolgte die Fertigstellung des südlich von Merzdorf verlaufenden Abschnitts der heutigen Bundesautobahn 4. Zwischen dem 15. und 26. April 1945 war Merzdorf kurzzeitig von amerikanischen Truppen besetzt, bis am 7./8. Mai 1945 sowjetische Truppen die Verwaltung übernahmen.
Durch die zweite Kreisreform in der DDR kam die Gemeinde Merzdorf im Jahr 1952 zunächst zum Kreis Hainichen im Bezirk Chemnitz (1953 in Bezirk Karl-Marx-Stadt umbenannt), sie wechselte jedoch am 1. Januar 1967 durch Eingemeindung nach Niederlichtenau in den Kreis Karl-Marx-Stadt-Land.
Im Jahr 1990 kam die Gemeinde Niederlichtenau mit dem Ortsteil Merzdorf zum sächsischen Landkreis Chemnitz. Nach dessen Auflösung gehörte der Ort seit 1994 zum Landkreis Mittweida, der 2008 im Landkreis Mittelsachsen aufging. Die Gemeinden Oberlichtenau und Niederlichtenau (mit dem Ortsteil Merzdorf) schlossen sich am 1. Januar 1994 zur Gemeinde Lichtenau zusammen. Im Zuge der Gemeindegebietsreform in Sachsen wurden 1999 die Gemeinden Auerswalde, Lichtenau und Ottendorf zu einer neuen Gemeinde vereinigt, deren Name erst am 28. Mai 2000 durch einen Bürgerentscheid als „Lichtenau“ festgelegt wurde, hierfür entschieden sich 51 % der Abstimmungsberechtigten.

### Bergbaugeschichte

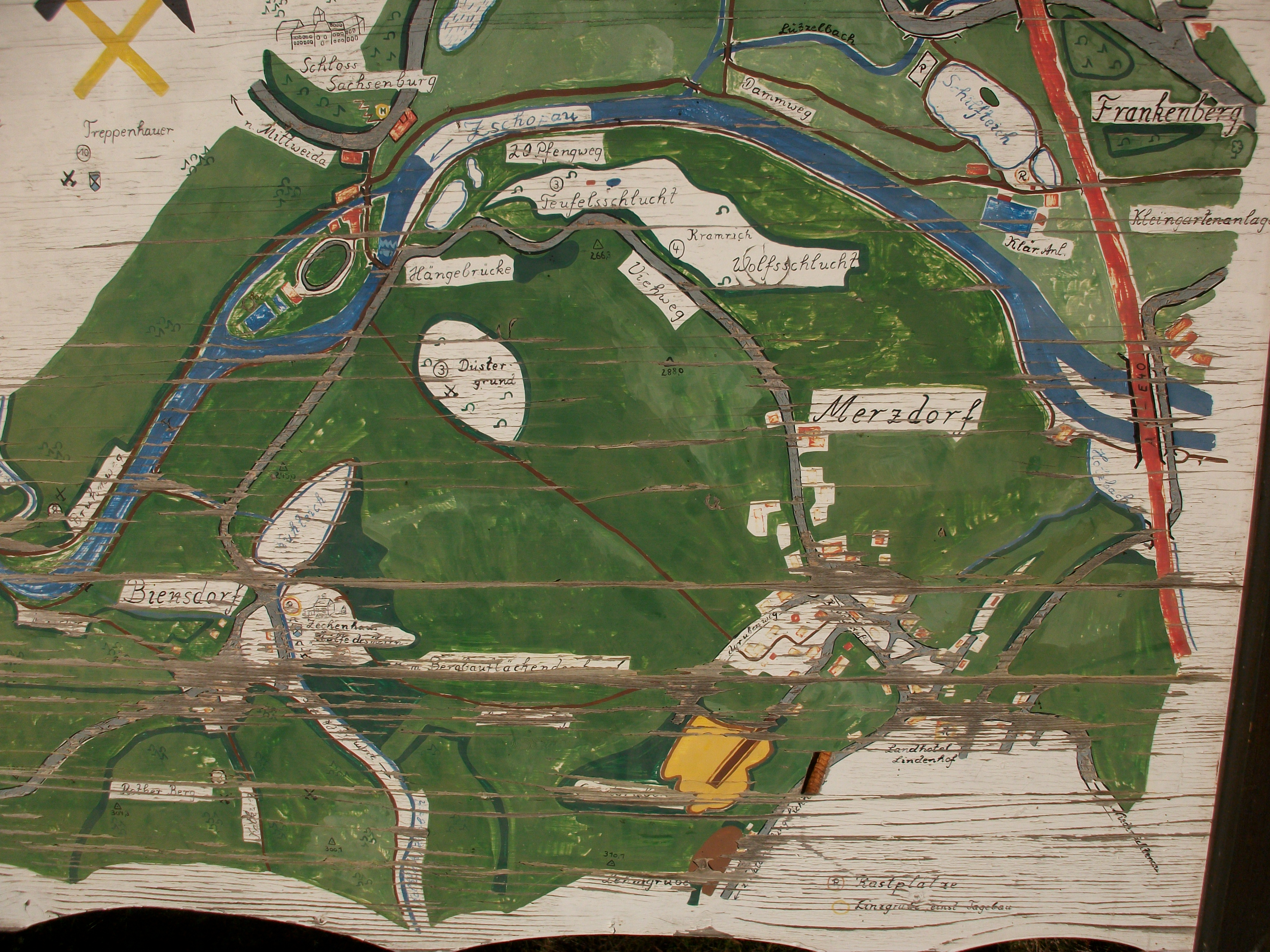
Infotafel Bergbau um Biensdorf und Merzdorf

In der Gegend des Merzdorfer Höhenzugs bis zum „Roten Berg“ bei Biensdorf wurde vermutlich schon in ur- und frühgeschichtlicher Zeit Bergbau zur Gewinnung von Metallen betrieben. Diesbezügliche Belege wurden bei sporadischen Untersuchungen von Archäologen im Bereich der Pingen- und Haldenfelder in unmittelbarer Nähe der Ortslage Biensdorf gefunden sowie im Jahr 1935 durch einen historischen Fund von mittelalterlichen Tongefäßen beim Bau eines Tennisplatzes für einen Chemnitzer Fabrikbesitzer in Biensdorf.
Das nicht zusammen hängende Grubenfeld zog sich auf Merzdorfer Flur von den flach abfallenden Hängen zur Zschopau bis nach Biensdorf. Aufgrund der relativ ebenen Geländestruktur wurden die Spuren des Bergbaus jedoch schon im 18. Jahrhundert zwischen 1730 und 1785 wieder beseitigt, um das Areal für die Landwirtschaft zu nutzen. Historische Quellen über den Bergbau am Merzdorfer Höhenzug finden sich im Bestand des Marienberger Bergreviers im Bergarchiv Freiberg, zu dessen auswärtiger Abteilung das Revier westlich der Zschopau gehörte. Auf Grubenrissen ist der Bergbau im Bereich des Berghangs von Biensdorf zum Düstergrund belegt. Das Pingen- und Haldenfeld des Bergbauareals „Merzdorfer Berg am Zschopaustrom“ soll seinen Anfang am Merzdorfer Berg gegenüber Frankenberg genommen haben. Heutige Flurnamen wie „Am Steinsberg“ weisen auf eine für Bergbau geeignete Geländebeschaffenheit hin. Die Lage des einstigen Grubenfeldes ist heute leider nicht mehr eindeutig nachweisbar, auch blieben bisher Funde aus, die auf ein vormaliges Bergbaugebiet schließen lassen.
Für den Taleinschnitt „Tiefer Grund“, an dessen oberen Ende sich heute die Gasdruckstation von Merzdorf befindet, ist die Existenz eines Stollns belegt. Spuren dieses Stollns sind heute schwer zu finden, da das heute nicht mehr auffindbare Mundloch in dem Bereich des Grunds liegt, der zu Zeiten der DDR mit Müll verkippt wurde. Der aus dem Stolln fließende Bach wurde teilweise verrohrt. In der Nähe des „Tiefen Grundes“ wird in heimatkundlichen Überlieferungen ein alter Marktflecken namens „Kramrich“ genannt. Dieser befand sich nordwestlich von Merzdorf an der Straße Richtung Hängebrücke Sachsenburg und Biensdorf.
Ein weiteres Pingen- und Haldenfeld mit einer Breite von etwa 250 m befindet sich zwischen der „Teufelsschlucht“ im Bereich des Hangs über Zschopau nördlich des einstigen Marktfleckens Kramrich. Belege dafür sind drei um 1987 gefundene Stollnmundlöcher und drei verfüllte Schachtpingen sowie Gangmaterial in den frisch geackerten Flächen. Weiterhin wurde neben der Teufelsschlucht ein verbrochener Stolln gefunden, in dessen Mundloch sich u. a. auch Keramikscherben fanden. Weiterhin zeugen kleine Halden vom einstigen Bergbau am Merzdorfer Hang. Unterhalb des „Merzdorfer Gebirges“ befand sich parallel zur Zschopau ein bereits um 1770 belegter Graben, der die Merzdorfer und Biensdorfer Gruben mit Wasser versorgte. Dieser heute in Resten vorhandene Graben bezog sein Wasser aus der Zschopau auf Höhe der Teufelsschlucht. Sein Ende befindet sich an einer Pinge unmittelbar hinter dem Biensdorfer Vorwerk.
Am Merzdorfer Berg zwischen dem einstigen Marktflecken Kramrich im Norden und Merzdorf im Süden wurde bei der Einebnung eines großen Pingen- und Haldenfeldes nach Erzfunden im Jahr 1736 die „Fundgrube samt der 1. und 2. oberen Maaßen auf St. Johannes Stolln“ samt Berggebäuden in Betrieb genommen. Sie wurde vom Lehnträger Johann Heinrich Müller mit einem Steiger und einem Bergknecht betrieben. Im Jahr 1736 kam noch ein Bergknecht und ein Grubenjunge hinzu. Im Jahr 1740 kam der Bergbau in dieser Fundgrube, welcher als reiner „Hoffnungsbau“ nur nach den Angaben eines „Wünschelruthengehers“ betrieben wurde, mangels Ertrag zum Erliegen. Bei der danach einsetzenden Rekultivierung wurden alle bergbaulichen Spuren in diesem Bereich vernichtet.
Ein weiterer Ort bergbaulicher Tätigkeit ist der Düstergrund zwischen Merzdorf und Biensdorf, welcher früher als „Der Stoln Born“ bezeichnet wurde. In diesem bewaldeten Taleinschnitt sind bis heute die Reste von Halden und Pingen sowie ein verbrochenes Mundloch erhalten geblieben. Im oberen Teil des Grunds befinden sich die Reste trocken gelegter Teiche und die eingezäunte Pinge eines Schachtes. Der Eigenlöhner Johann Christian Lauttenbach wältige im Jahr 1736 zur Untersuchung des Pingen- und Haldenfeldes den „Maria Josepha Erbstolln“ auf. Zur Zeit der Uranprospektion der SAG Wismut im Erzgebirgsvorland zwischen 1949 und 1951 ist der Schacht aufgewältigt worden. Daraus resultiert die heute sichtbare vergrößerte Pinge. Der durch den Düstergrund führende Bach wurde in DDR-Zeiten durch die LPG verrohrt, wodurch er nur noch unterhalb des Grundes in der Wiesenfläche an der Tagesoberfläche fließt.
Ein weiteres umfangreiches einstiges Bergbauareal auf Merzdorfer Flur ist der Erzberg bei der Ortslage Biensdorf. Zwischen 1756 und 1790 entstand dort durch Untersuchung des mittelalterlichen Pingen- und Haldenfelds die Eigenlöhnergrube „Hülfe des Herrn“. Die Erze ließen sich jedoch aufgrund der zu hohen Wasserläufe nicht abbauen. Im Jahre 1831 vereinigten sich die Berggebäude und Gewerkschaften „Alte Hoffnung Erbstolln“ zu Schönborn, „Reicher und Neuer Segen Gottes“ zu Sachsenburg, „Hülfe des Herrn samt Bald Glück Erbstolln“ zu Biensdorf und Krumbach zum Communbergbaubetrieb „Alte Hoffnung Erbstolln“ zu Schönborn. Um 1850 zählte man noch mehr als 300 Pingen. Im Rahmen der Uranprospektion der SAG Wismut zwischen 1949 und 1951 fuhr die Wismut einen Stolln auf, welcher heute als sogenannter „Wismutstolln“ ein Besucherbergwerk ist. Zu dieser Zeit wurde das Pingen- und Haldenfeld mittels Schürfgräben auf Uran untersucht.
Unweit von Merzdorf wurde zu Beginn des 20. Jahrhunderts ein erfolgloser Versuch auf Steinkohle gestartet. Dieser Schacht soll eine Teufe von 80 m erreicht haben.

## Verkehr
Südlich von Merzdorf verläuft die Bundesautobahn 4, deren Anschlussstelle Chemnitz-Ost sich auf der Flur von Oberlichtenau befindet. Dort wird sie von der S 200 (Chemnitz–Mittweida) gekreuzt.

## Bildung und Kultur
Die im Jahr 1876 eröffnete Merzdorfer Schule wurde 1902 erweitert und 1961 geschlossen. In Merzdorf befindet sich ein Dorfgemeinschaftshaus, das für private Feiern gemietet werden kann.